# Silnice I/26
Die Silnice I/26 (tschechisch für: „Straße I. Klasse 26“) ist eine tschechische Staatsstraße (Straße I. Klasse).

## Verlauf
Die Straße beginnt bei Ejpovice an der Anschlussstelle (exit) 67 der Autobahn Dálnice 5 (Europastraße 50) östlich der Stadt Pilsen (Plzeň). Sie führt zunächst als vierstreifige Straße in das Zentrum von Pilsen und verlässt dieses in südwestlicher Richtung. Die Dálnice 5 wird wieder bei der Anschlussstelle (exit) 89 gequert; die Straße führt weiter über Stod (Staab) und Horšovský Týn (Bischofteinitz) nach Draženov (Trassenau), wo die Silnice I/22 nach Osten abzweigt. Die Fortsetzung der Straße führt über Česká Kubice in die Cham-Further Senke (Všerubská vrchovina) und hier über die Grenze zur Bundesrepublik Deutschland, wo die Bundesstraße  ihre Fortsetzung nach Furth im Wald bildet.
Die Länge der Straße beträgt gut 77 Kilometer.

## Geschichte
Von 1940 bis 1945 bildete die Straße einen Teil der Reichsstraße 20 und östlich von Pilsen der Reichsstraße 14.